# Championnats Banque Nationale de Granby 2022
Championnats Banque Nationale de Granby 2022 byl společný tenisový turnaj na okruzích mužů ATP Challenger Tour a žen WTA Tour, hraný v Clubu de tennis des Loisirs na otevřených dvorcích s tvrdým povrchem. Konal se mezi 22. až 28. srpnem 2022 v kanadském Granby, ležícím v québecké provincii, jako dvacátý sedmý ročník mužského a desátý ročník ženského turnaje. V letech 2020 a 2021 se nekonal pro koronavirovou pandemii.
Mužská polovina dotovaná 53 120 dolary patřila do kategorie Challenger 80. Ženská část s rozpočtem 251 750 dolarů byla povýšena do kategorie WTA 250. V letech 2011–2021 se hrála na okruhu ITF. Nejvýše nasazenými singlisty se stali šedesátý osmý hráč žebříčku Jiří Veselý z Česka a světová desítka Darja Kasatkinová. Jako poslední přímý účastník do dvouhry nastoupil americký 516. tenista klasifikace Ezekiel Clark. V důsledku invaze Ruska na Ukrajinu na konci února 2022 řídící organizace tenisu ATP, WTA a ITF s grandslamy rozhodly, že ruští a běloruští tenisté mohli dále na okruzích startovat, ale do odvolání nikoli pod vlajkami Ruska a Běloruska.
První challenger v kariéře vyhrál 20letý Kanaďan Gabriel Diallo, jenž se na žebříčku ATP posunul téměř o dvě stě míst na nové maximum, 335. místo. Šestý singlový titul na okruhu WTA Tour vybojovala Darja Kasatkinová, která z turnaje odjížděla s 37 sezónními výhrami, čtvrtým nejvyšším počtem mezi všemi tenistkami. Mužskou čtyřhru ovládli Britové Julian Cash a Henry Patten, kteří na challengerech získali třetí společný i individuální deblový titul. V ženském deblu rovněž zvítězily zástupkyně britského tenisu, Alicia Barnettová s Olivií Nichollsovou, jež dosáhly na premiérové trofeje z túry WTA.

## Rozdělení bodů a finančních odměn

### Rozdělení bodů
| Soutěž       | Soutěž       | vítězové | finalisté | semifinalisté | čtvrtfinalisté | 16 v kole | 32 v kole | Q  | Q2 | Q1 |
| ------------ | ------------ | -------- | --------- | ------------- | -------------- | --------- | --------- | -- | -- | -- |
| dvouhra mužů | [ 4 ] [ 9 ]  | 80       | 50        | 30            | 16             | 7         | 0         | 4  | 2  | 0  |
| čtyřhra mužů | [ 10 ]       | 80       | 50        | 30            | 16             | 0         | —         | —  | —  | —  |
| dvouhra žen  | [ 3 ] [ 11 ] | 280      | 180       | 110           | 60             | 30        | 1         | 18 | 12 | 1  |
| čtyřhra žen  | [ 12 ]       | 280      | 180       | 110           | 60             | 1         | —         | —  | —  | —  |

### Finanční odměny
| Soutěž                                | Soutěž       | vítězové | finalisté | semifinalisté | čtvrtfinalisté | 16 v kole | 32 v kole | Q2      | Q1      |
| ------------------------------------- | ------------ | -------- | --------- | ------------- | -------------- | --------- | --------- | ------- | ------- |
| dvouhra mužů                          | [ 4 ] [ 9 ]  | 7 200 $  | 4 240 $   | 2 510 $       | 1 460 $        | 860 $     | 520 $     | 260 $   | 130 $   |
| dvouhra žen                           | [ 3 ] [ 11 ] | 33 200 $ | 19 750 $  | 11 000 $      | 6 200 $        | 4 100 $   | 2 835 $   | 2 360 $ | 1 750 $ |
| čtyřhra mužů                          | [ 10 ]       | 3 100 $  | 1 800 $   | 1 080 $       | 640 $          | 360 $     | —         | —       | —       |
| čtyřhra žen                           | [ 12 ]       | 12 000 $ | 6 700 $   | 3 950 $       | 2 350 $        | 1 800 $   | —         | —       | —       |
| částka ve čtyřhrách je uvedena na pár |              |          |           |               |                |           |           |         |         |

## Dvouhra mužů

### Nasazení
| Stát                          | Hráč                | ATP  | Nasazení |
| ----------------------------- | ------------------- | ---- | -------- |
| Francie                       | Arthur Rinderknech  | 64.  | 1.       |
| Česko                         | Jiří Veselý         | 67.  | 2.       |
| Austrálie                     | Jordan Thompson     | 106. | 3.       |
| USA                           | Stefan Kozlov       | 113. | 4.       |
| Francie                       | Ugo Humbert         | 155. | 5.       |
| Čína                          | Šang Ťün-čcheng     | 245. | 6.       |
| Německo                       | Cedrik-Marcel Stebe | 250. | 7.       |
| Dominikánská republika        | Nick Hardt          | 268. | 8.       |
| Japonsko                      | Hiroki Morija       | 286. | 9.       |
| Kolumbie                      | Nicolás Mejía       | 289. | 10.      |
| Žebříček ATP k 15. srpnu 2022 |                     |      |          |

### Jiné formy účasti
Následující hráči obdrželi divokou kartu do hlavní soutěže:
- Juan Carlos Aguilar
- Gabriel Diallo
- Marko Stakusic

Následující hráči nastoupili do hlavní soutěže jako náhradníci:
- Sekou Bangoura
- Strong Kirchheimer

Následující hráči postoupili z kvalifikace:
- Alafia Ayeni
- Justin Boulais
- Colin Markes
- Dan Martin
- Aidan Mayo
- Luke Saville

Následující hráč postoupil z kvalifikace jako šťastný poražený:
- Osgar O'Hoisin

## Mužská čtyřhra

### Nasazení
| Stát                                                                                   | Hráč              | Stát               | Hráč          | ATP  | Nasazení |
| -------------------------------------------------------------------------------------- | ----------------- | ------------------ | ------------- | ---- | -------- |
| Mexiko                                                                                 | Hans Hach Verdugo | Austrálie          | Luke Saville  | 170. | 1.       |
| USA                                                                                    | Evan King         | Francie            | Fabien Reboul | 170. | 2.       |
| Francie                                                                                | Jonathan Eysseric | Nový Zéland        | Artem Sitak   | 230. | 3.       |
| Spojené království                                                                     | Julian Cash       | Spojené království | Henry Patten  | 279. | 4.       |
| Žebříček ATP k 15. srpnu 2022; číslo je součtem žebříčkového postavení obou členů páru |                   |                    |               |      |          |

### Jiné formy účasti
Následující páry obdržely divokou kartu do hlavní soutěže:
- Aurel Ciocanu /  Sid Donarski
- Stefan Simeunovic /  Marko Stakusic

## Ženská dvouhra

### Nasazení
| Stát                          | Hráčka                    | WTA | Nasazení |
| ----------------------------- | ------------------------- | --- | -------- |
|                               | Darja Kasatkinová         | 10. | 1.       |
| Belgie                        | Alison Van Uytvancková    | 42. | 2.       |
| Itálie                        | Jasmine Paoliniová        | 52. | 3.       |
| Maďarsko                      | Anna Bondárová            | 55. | 4.       |
| Španělsko                     | Nuria Párrizasová Díazová | 62. | 5.       |
| Itálie                        | Lucia Bronzettiová        | 66. | 6.       |
| Slovinsko                     | Kaja Juvanová             | 67. | 7.       |
| Česko                         | Tereza Martincová         | 71. | 8.       |
| Austrálie                     | Darja Savilleová          | 72. | 9.       |
| Ukrajina                      | Marta Kosťuková           | 74. | 10.      |
| Žebříček WTA k 15. srpnu 2022 |                           |     |          |

### Jiné formy účasti
Následující hráčky obdržely divokou kartu do hlavní soutěže:
- Darja Kasatkinová
- Victoria Mboková
- Katherine Sebovová

Následující hráčka nastoupila do hlavní soutěže jako náhradnice:
- Jamie Loebová

Následující hráčky postoupily z kvalifikace:
- Cadence Braceová
- Kayla Crossová
- Marina Stakusicová
- Lulu Sunová

Následující hráčka postoupila z kvalifikace jako šťastná poražená:
- Himeno Sakacumeová

### Odhlášení
před zahájením turnaje
- Lucia Bronzettiová → nahradila ji  Himeno Sakacumeová
- Dalma Gálfiová → nahradila ji  Greet Minnenová
- Beatriz Haddad Maiová → nahradila ji  Rebecca Marinová
- Ana Konjuhová → nahradila ji  Maryna Zanevská
- Arantxa Rusová → nahradila ji  Jaimee Fourlisová
- Alison Van Uytvancková → nahradila ji  Jamie Loebová

## Ženská čtyřhra

### Nasazení
| Stát                                                                                   | Hráčka              | Stát        | Hráčka                | WTA  | Nasazení |
| -------------------------------------------------------------------------------------- | ------------------- | ----------- | --------------------- | ---- | -------- |
| Polsko                                                                                 | Alicja Rosolská     | Nový Zéland | Erin Routliffeová     | 69.  | 1.       |
| Rumunsko                                                                               | Monica Niculescuová | Rumunsko    | Ioana Raluca Olaruová | 99.  | 2.       |
| Maďarsko                                                                               | Anna Bondárová      | Belgie      | Greet Minnenová       | 105. | 3.       |
| Ukrajina                                                                               | Nadija Kičenoková   | Slovensko   | Tereza Mihalíková     | 133. | 4.       |
| Žebříček WTA k 15. srpnu 2022; číslo je součtem žebříčkového postavení obou členů páru |                     |             |                       |      |          |

### Jiné formy účasti
Následující páry obdržely divokou kartu do hlavní soutěže:
- Cadence Braceová /  Marina Stakusicová
- Kayla Crossová /  Victoria Mboková

### Odhlášení
před zahájením turnaje
- Ulrikke Eikeriová /  Catherine Harrisonová → nahradily je  Ulrikke Eikeriová /  Danka Kovinićová
- Storm Sandersová /  Ena Šibaharaová → nahradily je  Darja Savilleová /  Ena Šibaharaová
- Panna Udvardyová /  Tamara Zidanšeková → nahradily je  Tímea Babosová /  Angela Kulikovová
- Rosalie van der Hoeková /  Alison Van Uytvancková → nahradily je  Paula Kania-Choduńová /  Renata Voráčová

## Přehled finále

### Mužská dvouhra
- Gabriel Diallo vs.  Šang Ťün-čcheng, 7–5, 7–6(7–5)

### Ženská dvouhra
- Darja Kasatkinová vs.  Darja Savilleová, 6–4, 6–4

### Mužská čtyřhra
- Julian Cash /  Henry Patten vs.  Jonathan Eysseric /  Artem Sitak, 6–3, 6–2

### Ženská čtyřhra
- Alicia Barnettová /  Olivia Nichollsová vs.  Harriet Dartová /  Rosalie van der Hoeková, 5–7, 6–3, [10–1]